# Lavaca
La Lavaca est un fleuve des États-Unis dans l'État du Texas. Il commence au nord-est du comté de Gonzales et traverse, globalement et généralement vers le sud-est, sur 185 km, jusqu'à son embouchure dans la baie Lavaca, composant de la baie de Matagorda, elle composant du Golfe du Mexique dans l'Océan Atlantique.

## Histoire
L'hydronyme est une corruption de la Rivière des Vaches anglais : Cow River par l'explorateur français René-Robert Cavelier de La Salle. Le vaisseau amiral de Jean Laffite fut allégé pour scruter la partie basse du cours d'eau.

## Économie
Seulement la portion de la rivière et les ressources associées sises dans le comté de Jackon sont gérées par la Lavaca-Navidad River Authority (en), qui a été créée en 1941.